# Папатемелис, Стелиос
Стелиос Папатемелис (греч. Στέλιος Παπαθεμελής; род. 1938, Салоники, Греция) — греческий политик и юрист.

## Биография
Родился в январе 1938 года в Салониках, Греция. Окончил юридический факультет Университета Аристотеля в Салониках.
На выборах 1974 года был впервые избран депутатом греческого парламента от «Союза центра — Новых сил» (EK-ND). В 1977 году снова стал членом парламента от партии «Союза центра» (ЭДИКОМ).
Впоследствии вступил в ПАСОК и был назначен заместителем министра образования Греции в 1982—1985 годах. Также работал министром по делам Македонии и Фракии в 1987—1989 годах и министром общественного порядка в 1993—1995 годах.
Во время работы на посту министра общественного порядка столкнулся с сильной оппозицией, в основном со стороны владельцев ночных клубов и баров, из-за введенного им комендантского часа в клубах и барах в 2 часа ночи. Это его решение рассматривались как попытка контролировать ночную жизнь и как противоречащие греческому духу досуга.
Позже покинул ПАСОК, основал новую партию «Демократическое возрождение» и был избран независимым депутатом парламента от «Новой демократии» по списку от города Салоники на выборах 2004 года.
Хотя начал свою политическую карьеру в либеральной партии, затем состоял в социал-демократической и основал правоцентристско-христианскую, сейчас придерживается левых националистических взглядов и является «традиционным патриотом-центристом». Тесно связан с православной церковью Греции.

## Лидер партии
В марте 2007 года объявил о реактивации своей политической партии «Демократическое возрождение». На всеобщих выборах в сентябре 2007 года «Демократическое возрождение» набрала всего 0,8 % голосов избирателей и не получив представительства в парламенте Греции.
В мае 2009 года сформировал вместе с профессором Костасом Зурарисом коалицию «Всеэллинский македонский фронт» для участия в выборах в Европейский парламент в июне 2009 года. В партию входили организации греко-македонской диаспоры.